# آبجوساز و ملات‌ساز آبجو

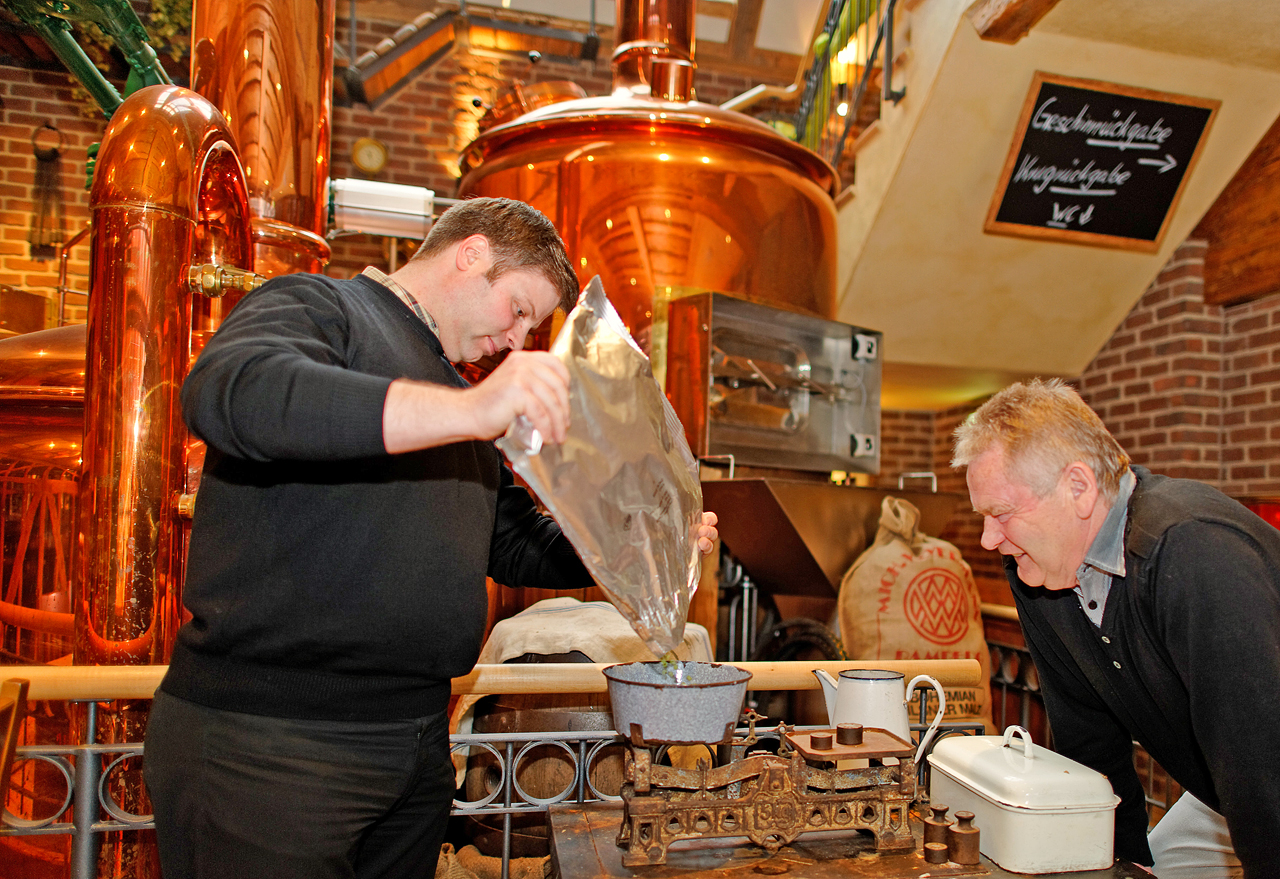
دو آبجوساز در حال وزن کردن رازک

آبجوساز و ملات‌ساز آبجو مطابق قانون فنی و حرفه‌ای (در آلمان) و یک حرفهٔ آموزشی شناخته‌شده در آلمان است و به هنر و صنعت فرآوری و پخت آبجو، و نوشیدنی‌های الکلی و غیرالکلی اختصاص دارد.
این دورهٔ فنی و حرفه‌ای معمولاً سه سال طول می‌کشد و در کارخانه آبجوسازی، مالت‌سازی، یا صنایع نوشیدنی برگزار می‌شود. دروس مدارس حرفه‌ای معمولاً به صورت دروس مشخص شده و تئوریک نیز در کلاسهای ملی برگزار می‌شود و شامل دو نوع امتحان نهایی، یکی به‌عنوان پیشرفت شغلی بعنوان آبجوساز و ملات‌ساز آبجو، و دیگری به‌عنوان کارگر ماهر پس از قبولی در امتحان مؤسسهٔ IHK است.